# Janez Skok (kajakaš)
Janez Skok, slovenski kajakaš, * 18. junij 1963, Ljubljana.
Skok je končal grafično šolo v Ljubljani. Kot član kajakaškega kluba Rašica v Ljubljani je tekmoval od leta 1980 do 1993. V kajakaškem slalomu je 1980 in 1981 na mladinskem svetovnem prvenstvu osvojil srebrno medaljo, v ekipni vožnji na članskih svetovnih prvenstvih pa bronasto (1985) in srebrno medaljo (1987). Med posamezniki je zasedel 1988 v svetovnem pokalu 2. mesto, 1990 v evropskem pokalu pa 1. mesto. Po končani tekmovalni karieri je bil tudi trener slovenske kajakaške reprezentance.